# Уэллс, Джордж (политик)
Джордж Андре Уэллс (англ. George Wells) — политический, государственный и общественный деятель Вануату. Спикер парламента Вануату (2012—2013).

## Биография
В 1974—1977 годах обучался в Технологическом институте Фиджи, окончил аспирантуру. Затем вступил в Вооружённые силы Франции. В 1980-х годах работал в морской грузовой компании Société française de navigation (Sofrana)'.
Занялся политикой, был членом партии Вануаку. В 1995 году был впервые избран депутатом парламента Вануату от г. Люганвиль. Переизбирался в законодательный орган страны в 1998, 2002, 2004, 2008 и 2012 годах.
В феврале 2004 года стал министром внутренних дел в правительстве Эдварде Натапеи (до 2007 года).
В 2008—2010 и 2012—2013 годах возглавлял Парламент Вануату.
Позже присоединился к Народной прогрессивной партии, основанной Сато Килманом в 2001 году.
В мае 2014 года премьер-министр Джо Натуман назначил его министром здравоохранения .
С 2010 года Д. Уэллс служил министром иностранных дел Вануату.
Уэллс в настоящее время является министром внутренних дел.